# Casanova ’70
Casanova ’70 – włosko-francuski film komediowy z 1965 roku w reżyserii Mario Monicellego.

## Fabuła
Oficer wojskowy Andrea to kobieciarz o nietypowym libido - jest w stanie uwieść kobietę jedynie w sytuacji zagrażającej życiu i zdrowiu. W innych okolicznościach wykazuje się zaś impotencją. Andrea obawia się, że jego przypadłość może go szybko wpędzić do grobu, więc w miarę możliwości stara się żyć w celibacie, ale taki stan zwykle nie trwa zbyt długo.

## Obsada
- Marcello Mastroianni jako major Andrea Rossi-Colombotti
- Virna Lisi jako Gigliola
- Marisa Mell jako Thelma
- Michèle Mercier jako Noelle
- Enrico Maria Salerno jako psychoanalityk
- Liana Orfei jako treserka lwów
- Guido Alberti jako monsignore
- Beba Lončar jako dziewczyna w muzeum
- Moira Orfei jako Santina
- Margaret Lee jako Lolly
- Rosemary Dexter jako pokojówka
- Jolanda Modio jako smutna
- Marco Ferreri jako hrabia Ferreri
- Ivo Garrani jako adwokat
- Mario Feliciani jako prokurator
- Ennio Balbo jako sędzia
- Memmo Carotenuto jako fałszerz
- Ennio Balbo jako licytator
- Bernard Blier jako komisarz
- Nino Vingelli jako klient Santiny

## Produkcja
Zdjęcia kręcono w następujących lokacjach na terenie Włoch i Francji według regionów:
- Apulia (Alberobello, Castellana Grotte, Conversano, Locorotondo i Turi w prowincji Bari; Ostuni w prowincji Brindisi);
- Dolina Aosty (Breuil-Cervinia, Torgnon);
- Lacjum (Rzym; lotnisko Fiumicino; Bassano Romano w prowincji Viterbo);
- Sycylia (Augusta w prowincji Syrakuzy);
- Wenecja Euganejska (Teatro Olimpico w Vicenzy; Mira w prowincji Wenecja);
- Paryż i Barbizon (departament Sekwana i Marna)[3][4]

## Nagrody i nominacje
- 1965: nagrody za najlepszą reżyserię (Mario Monicelli) oraz główną rolę męską (Marcello Mastroianni) na 13. MFF w San Sebastián[5]
- 1966: nominacja do Oscara za najlepszy scenariusz oryginalny[6]